# Edward Ofere
Edward Ofere (n. Enugu, Nigeria, 28 de marzo de 1986) es un futbolista nigeriano. Juega de delantero y actualmente se encuentra sin equipo.

## Clubes
| Club          | País    | Año         |
| ------------- | ------- | ----------- |
| Enugu Rangers | Nigeria | 1998 - 2005 |
| Malmö FF      | Suecia  | 2005 - 2010 |
| Lecce         | Italia  | 2010 - 2012 |